# 西尼亞基夫齊
48°56′0″N 27°1′20″E / 48.93333°N 27.02222°E
西尼亞基夫齊（烏克蘭語：Синяківці）是位於烏克蘭西部赫梅利尼茨基州裏卡緬涅茨-波多利斯基區的杜納伊夫齊市鎮的村莊，面積1.8平方公里，海拔高度253米，2001年人口314，人口密度每平方公里173.1人。